# 斎藤努
斎藤 努（さいとう つとむ、1942年6月26日 - ）は、毎日放送の元アナウンサー・テレビプロデューサー、フリーアナウンサー。
羽衣国際大学名誉教授。ブラザーナイト初期提唱者。「平松邦夫の公共政策ラボ」PPL-100人委員会呼びかけ人。

## 来歴・人物
東京都出身。東京都立千歳高等学校から日本大学芸術学部へ進学。大学卒業後の1966年に、アナウンサーとして毎日放送へ入社した。同期のアナウンサーには、水谷勝海がいる。また、アナウンサー時代に、『アップダウンクイズ』（MBSテレビ）の出題役として知られた佐々木美絵（出演当時は毎日放送アナウンサー、現在はフリーアナウンサー・羽衣国際大学教授）と結婚している。
毎日放送への入社2年目の1967年10月には、MBSラジオで公開収録形式の深夜番組『歌え!MBSヤングタウン』（現『MBSヤングタウン』）を開始したことを機に、全曜日（月 - 土曜日）の司会に抜擢。その後『ヤングおー!おー!』でも司会を務めた。
野球のルールを詳しく知らないことを伏せながら、スポーツ実況の希望者に限って門戸を開けていた1965年度の毎日放送アナウンサー試験に合格したことから、若手時代には水谷と共にスポーツアナウンサーとしても活動。1968年4月からは、週の後半（木 -　土曜日）にプロ野球中継の実況を担当した関係で、『歌え!MBSヤングタウン』への出演を週の前半（月 - 水曜日）に限っていた。この時に週後半の司会を任された桂三枝（現：六代桂文枝）とは、後に『ヤングおー!おー!』などでたびたび共演している。広範囲の番組を担当したため、スポーツアナウンサーとしての斎藤の活動期間は短かった。
テレビ番組では『ヤングおー!おー!』以外にも、数々の全国ネット番組で司会を担当。毎日放送のネットチェンジ後にTBSが『おはよう720』『おはよう700』を制作していた時期には、毎日放送からの出向扱いで、小堀勝啓（当時の中部日本放送アナウンサーで、斎藤と同じ誕生日）などとともに同番組のキャスターを務め、海外取材では西アフリカのアンゴラやパキスタン、イスラエル、中米各国など多数の国々を取材。またTBS系列の音楽番組『ザ・ベストテン』の最初の中継（1978年1月26日、第8位山口百恵「赤い絆」）では、MBSから「追っかけマン（レポーター）」として出演。しばらくMBSからの中継に追っかけマンとして出演して後に、後輩の青木和雄（現在はフリーアナウンサー）に引き継いだ。
アナウンサー時代の後期には、『あどりぶランド』（全国のテレビ局で初めて局員アナウンサーを全員出演させたレギュラー番組）などの企画を発案。また、1984年10月から1991年9月まで、MBSテレビのローカルニュース番組『MBSナウ』の木 - 土曜日でキャスターを務めた。
1991年の人事異動でアナウンス室を離れてからは、テレビ第二制作部のプロデューサーやテレビ制作専任局長などを歴任。プロデューサーとして『あどりぶランド』などのテレビ番組を担当したほか、やしきたかじんやリンゴ・モモコの番組をプロデュースした。また『アジア音楽祭』のプロデューサーを務め、上海、ベトナム、マレーシア等の音楽界で谷村新司らとともに国際文化親善に注力した。その後一時はアナウンサー室長としてアナウンス室に復帰していた。
2002年、勤続36年の毎日放送を定年退職。
退職後は、羽衣国際大学の教授としてメディアコミュニケーション・アナウンスなどを研究する一方で、放送・メディア映像学科を開設した。同大学では、産業社会学部長を経て、2008年に副学長へ就任。停年退官後、名誉教授になった2012年4月には、株式会社ウィズを設立するとともに、映像・出版・広告の制作やイベント・講師派遣などの事業を始めた。
なおMBSラジオでは、大学教授へ転身後の2005年4月から2006年3月まで、深夜番組『ラジオの達人』月曜日「らじおゼミナール」のパーソナリティーを担当。当時の教え子たちを同番組に出演させていた。また、2012年7月14日放送の『復活!桂三枝の歌え!MBSヤングタウン』（三枝の6代目桂文枝襲名を記念した特別番組）では、久々に公開収録の司会を務めている。

## 過去に出演した番組

### テレビ
- ヤングおー!おー![1]（NET→東京12チャンネルネット時代） - 初代司会で、TBSへの出向前月（1976年3月）まで担当。
- クイズ世界に挑戦! - 放送開始から半年間司会（後任は桂三枝）
- おはよう720 - TBSへの出向期間中に出演
- おはよう700[1] - 同上
- サンデーお笑い生中継（TBSとの共同制作による三元生中継方式の全国ネット番組） - 毎日放送への復帰後に、大阪からの出演で総合司会を担当。
- ザ・ベストテン - 初代「追っかけマン」の1人（関西地方からの生中継リポーター）
- MBSナウ（1984年10月  - 1991年9月） - 木曜日・金曜日 メインキャスター[1]
- つとむのジャスト12（1978年10月14日 - 1979年3月24日)
  - この番組の企画で、当時抗争の最中にあった暴力団の組長の自宅に向けて、普段と変わらぬ柔和な物腰で突撃取材を敢行した。その際の映像を収めたVTRは毎日放送の本社でアーカイブ（映像資料）として保管されているため、斎藤の退職後も同局やTBSの報道特別番組で繰り返し放送されている。
- 毎日放送開局40周年記念特別番組（1990年9月） - 総合司会
- あどりぶランド

ほか

### ラジオ
- MBSヤングタウン [1]
- それ行け!電リク「ジャンジャン歌謡曲」（1970年10月11日 - 1971年4月11日）
- 斎藤努の700（1975年11月3日 - 1976年4月1日、毎週月 - 木曜日7:00 - 8:00に生放送）
- ラジオの達人

ほか

## その他の活動

### 毎日放送在職中
レコード
- 『青春ドカベン』（1980年3月21日発売、ディスコメイトレコード、LP：DSK-132）
  - A面曲「青春ドカベン」は香川伸行応援歌、B面曲「球場の鷹」は南海ホークス応援歌。ジャケットは水島新司のイラスト。
- 『高田みづえ ファースト・コンサート』（1978年5月25日、ユニオンレコード、LP：GU-20）
  - ライブアルバム。同年3月30日に渋谷公会堂で開催された高田みづえのコンサートで、斎藤が司会を務めた模様を収録。

その他
- あどりぶランド - プロデューサー（当初はアナウンサー職と兼務、テレビ第二制作部への異動後はプロデュースに専念）
- 新・たかじんが来るぞ - 制作
- アジア音楽祭プロデュース

### 毎日放送からの定年退職後
- 平松邦夫後援会長（平松が第18代大阪市長へ転じた時期に活動）
- 「平松邦夫の公共政策ラボ」PPL-100人委員会呼びかけ人
- ブラザーナイト初期提唱者
- 私の履歴書・六代桂文枝（三枝）その2（2014年7月3日、BSジャパン） - 「ヤングタウン」出演時の証言者として

## 関連する人物
- 平松邦夫 - 元大阪市長、毎日放送時代の後輩アナウンサー
- 六代目桂文枝（桂三枝）
- 桂文珍
- 桂ざこば
- 中田カウス・ボタン
- 水谷勝海
- 佐々木美絵
- 阪本時彦
- 奈良陽
- 五木田武信
- 見城美枝子
- 長谷川みつ美
- 小堀勝啓
- 荻島正己
- 横山和正
- 浅井栄子
- 竹山修身
- 小池清
- 高井美紀
- 高田みづえ
- 藤本修子
- 杉本清
- 道上洋三